# 鈴鹿関

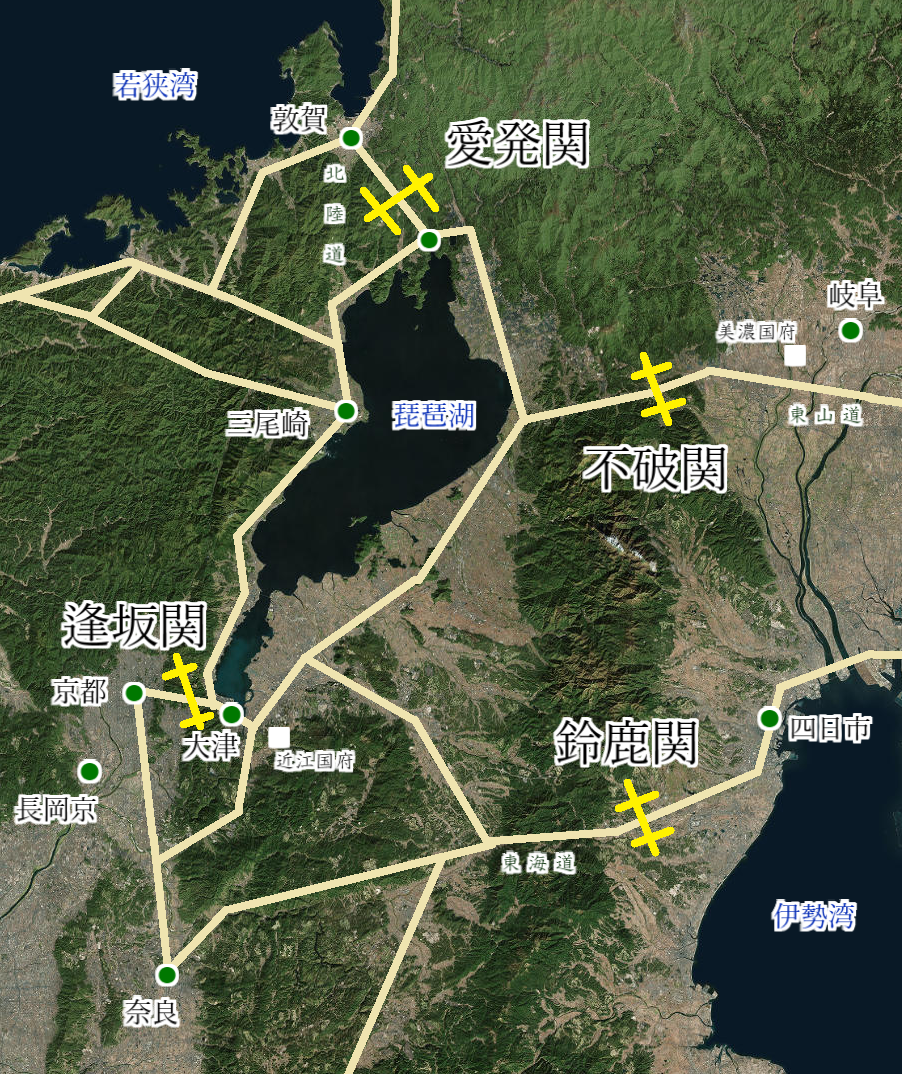
鈴鹿関のおよその位置を示した地図

鈴鹿関（すずかのせき）は、伊勢国にあった古代東海道の関所である。三関のひとつ。国の史跡に指定されている。

## 歴史
701年（大宝元年)に創設され、789年（延暦8年）7月に廃された。しかし、その後も即位、大喪、反乱のある際には（時代が下るにつれて儀礼化が進んだものの）かならず三関を警護し、このときは南の伊賀路すなわち加太越を通った。
794年（延暦13年）、桓武天皇の勅命により平安京から斎王群行下向きの新しい道として阿須波道の建設着工。難工事でなかなか進まず、一世紀あまり経た、光孝天皇の886年（仁和2年）、鈴鹿山の新道が開かれた。すなわちこれが鈴鹿峠である。
江戸時代の旧東海道の関宿が良く残っており、奈良時代に鈴鹿関のあった場所は分かりにくくなっていった。関址は、三重県亀山市関町新所とする説が有力。2006年（平成18年）同所の観音山公園 ( 北緯34度51分26秒 東経136度23分06秒 / 北緯34.857119度 東経136.384929度 ) から北辺城壁と見られる築地が発見され、発掘調査が続いている。